# نیو نوکزویل، اوهایو
نیو نوکزویل (به انگلیسی: New Knoxville) یک روستا در ایالات متحده آمریکا است که در شهرستان اوگلایز واقع شده‌است. نیو نوکزویل ۲٫۳۱ کیلومتر مربع مساحت و ۸۷۹ نفر جمعیت دارد و ۲۷۵ متر بالاتر از سطح دریا واقع شده‌است.